# Krzysztof Kawęcki
Krzysztof Kawęcki (ur. 6 stycznia 1960 w Kraśniku) – polski historyk, politolog, polityk, nauczyciel akademicki i publicysta, wiceminister edukacji narodowej w rządzie Jerzego Buzka. Lider prawicowych partii politycznych, m.in. jako prezes Prawicy Narodowej i Prawicy Rzeczypospolitej, a także wiceprezes Ruchu Prawdziwa Europa.

## Życiorys

### Wykształcenie i działalność naukowa
W 1983 ukończył studia historyczne na Uniwersytecie Marii Curie-Skłodowskiej w Lublinie. Następnie uzyskał stopień doktora nauk humanistycznych ze specjalnością nauki o polityce na Katolickim Uniwersytecie Lubelskim. Pracę doktorską pt. Działalność i myśl społeczno-polityczna ONR-ABC 1934–1939 napisał na seminarium u Ryszarda Bendera. Zawodowo związany z mazowieckimi uczelniami. Objął stanowisko adiunkta w Wyższej Szkole Menedżerskiej w Warszawie. Pełnił funkcję dziekana Wydziału Nauk Społecznych oraz prorektora WSM. Wykładał również w Szkole Wyższej im. Bogdana Jańskiego w Warszawie, gdzie także zajmował stanowisko dziekana Wydziału Nauk Społecznych. Był też prorektorem Wyższej Szkoły Nauk Społecznych im. ks. Józefa Majki w Mińsku Mazowieckim.
Publikuje prace z zakresu historii i myśli politycznej polskiego obozu narodowego. Jego artykuły ukazują się m.in. w miesięcznikach „Patria”, „Moja Rodzina” i „W Sieci Historii” oraz „Naszym Dzienniku”. Jest także publicystą Radia Maryja i Telewizji Trwam.

### Działalność społeczna i polityczna
Był działaczem narodowego nurtu opozycji antykomunistycznej. W 1978 współtworzył Związek Młodzieży Narodowej. Pod koniec lat 70. wchodził w skład jawnie działającego w PRL Polskiego Komitetu Obrony Życia, Rodziny i Narodu. Od 1980 do rozwiązania przez władze w grudniu 1981 działał w Polskim Związku Akademickim, którego był współzałożycielem. W latach 80. redagował podziemne pisma „Szaniec” (od 1980), „Wielka Polska” (od 1984) i „Polska Narodowa” (1988–1990). Pełnił funkcje wiceprezesa i rzecznika prasowego Stronnictwa Narodowego, z którego wystąpił 24 lutego 1992. W wyborach parlamentarnych w 1993 bez powodzenia kandydował do Sejmu jako przedstawiciel Zjednoczenia Chrześcijańsko-Narodowego z lubelskiej listy Katolickiego Komitetu Wyborczego „Ojczyzna” (otrzymał 1775 głosów). Od 1990 do 1995 był redaktorem naczelnym pisma „Prawica Narodowa”. W 1995 założył ugrupowanie pod tą nazwą, a następnie wprowadził Prawicę Narodową do Akcji Wyborczej Solidarność. W wyborach w 1997 bez powodzenia kandydował do Sejmu. Wraz z PN przystąpił do Ruchu Społecznego AWS.
Od 1998 do 2002 był radnym i przewodniczącym rady gminy Celestynowa. Od 1998 do 2000 doradzał ministrowi edukacji narodowej. W 2000 pełnił funkcję podsekretarza, a od 21 grudnia 2000 do 2001 sekretarza stanu w tym resorcie. W 2001 był liderem listy AWSP w okręgu podwarszawskim, później był szefem istniejącej w latach 2003–2005 Republikańskiej Partii Społecznej, a w 2006 kandydował bezskutecznie do sejmiku mazowieckiego z listy PiS. Zasiadł w zarządzie krajowym Ruchu Patriotycznego. W 2008 został wiceprezesem stowarzyszenia Ruch Przełomu Narodowego założonego przez Jerzego Roberta Nowaka, a w 2010 sekretarzem generalnym nowo powołanej partii o tej nazwie. W lipcu 2011 jako wiceprezes Ruchu Przełomu Narodowego wprowadził to ugrupowanie do Prawicy Rzeczypospolitej, w której został wiceprezesem oraz pełnomocnikiem w okręgu podwarszawskim. W 2014, jako kandydat tej partii, uzyskał z listy PiS mandat radnego sejmiku mazowieckiego V kadencji. W 2015 jako przedstawiciel Prawicy Rzeczypospolitej bez powodzenia kandydował z listy PiS do Sejmu VIII kadencji w okręgu podwarszawskim (uzyskał 4708 głosów). 16 czerwca 2018 zastąpił Marka Jurka na funkcji prezesa Prawicy Rzeczypospolitej. W 2018 kandydował bezskutecznie do sejmiku z listy ruchu Kukiz’15 (w ramach porozumienia tego ugrupowania ze swoją partią). W 2019 zawarł w imieniu Prawicy porozumienie o jej wspólnym starcie z Ruchem Prawdziwa Europa w eurowyborach; ostatecznie kilkoro działaczy partii wystartowało z list Kukiz’15 (wbrew Krzysztofowi Kawęckiemu), a Ruch Prawdziwa Europa zarejestrował listy tylko w dwóch okręgach (znaleźli się na nich kandydaci Prawicy Rzeczypospolitej), które jednak zostały wyrejestrowane przed dniem głosowania. 8 czerwca 2019 został zawieszony w prawach członka Prawicy przez zarząd partii i podjął decyzję o opuszczeniu ugrupowania oraz dalszej współpracy z innymi ruchami konserwatywno-narodowymi. W październiku tego samego roku stał się pierwszy w kolejce do objęcia mandatu poselskiego po śmierci posła PiS Jana Szyszki, jednak ze względów proceduralnych nie zdołał objąć go przed końcem upływającej kadencji. W grudniu 2019 został wiceprezesem Ruchu Prawdziwa Europa. W październiku 2020 zrezygnował z tej funkcji oraz wystąpił z tej partii.
Został współzałożycielem i prezesem zarządu zarejestrowanego w 2020 Stowarzyszenia „Wiara i Czyn”.

## Odznaczenia
W 2008, za wybitne zasługi w działalności na rzecz przemian demokratycznych w Polsce, za osiągnięcia w podejmowanej z pożytkiem dla kraju pracy zawodowej i społecznej, został przez prezydenta Lecha Kaczyńskiego odznaczony Krzyżem Kawalerskim Orderu Odrodzenia Polski.

## Wybrane publikacje
- Pod znakiem nacjonalizmu. Antologia tekstów Prawicy Narodowej (współautor: Rafał Mossakowski), Warszawa 1994.
- Płomień nadziei: wybór publicystyki z lat 1984–2006, Biała Podlaska 2007.
- Polacy na Wileńszczyźnie 1990–2012, Warszawa 2013.
- W imię Wielkiej Polski: ONR ABC w świetle pism programowych, Warszawa 2013.
- Wiara i Czyn, Szczecinek 2019.
- Odrodzona Polska. Koncepcje państwa. Wybrane aspekty (współautor: Henryk Stańczyk), Warszawa 2020.

## Życie prywatne
Jest żonaty. Ma czworo dzieci.